# Adolf Stelzer
Adolf Stelzer (ur. 1 września 1908, zm. 30 kwietnia 1977) – piłkarz szwajcarski grający na pozycji pomocnika. W reprezentacji Szwajcarii rozegrał 21 meczów i zdobył 1 gola.

## Kariera klubowa
Swoją karierę piłkarską Stelzer rozpoczął w klubie FC Zürich. W nim zadebiutował w sezonie 1929/1930. W 1932 roku przeszedł do Lausanne Sports. W sezonie 1935/1936 wywalczył z klubem z Lozanny mistrzostwo Szwajcarii. Zdobył z nim też dwa Puchary Szwajcarii w latach 1935 i 1939. Latem 1939 roku odszedł do FC La Chaux-de-Fonds, w którym w 1942 roku zakończył karierę.

## Kariera reprezentacyjna
W reprezentacji Szwajcarii Stelzer zadebiutował 9 lutego 1930 roku w przegranym 2:4 towarzyskim meczu z Włochami, rozegranym w Rzymie. W 1938 roku został powołany do kadry na mistrzostwa świata we Francji. Na nich rozegrał jeden mecz, ćwierćfinałowy z Węgrami (0:2). Od 1930 do 1941 roku rozegrał w kadrze narodowej 21 meczów i strzelił 1 bramkę.